# Моси, Хиле
Хиле Моси (алб. Hilë Mosi; 22 апреля 1883, Шкодер — 21 февраля 1933, Шкодер) — албанский политик и поэт.

## Биография
Хиле Моси, сын Марка Моси, родился в городе Шкодер, в северной Албании в 1885 году. Он посещал итальянскую начальную школу, а затем ксаверианский Иезуитский колледж. С 1904 по 1908 год Моси учился в Клагенфурт-ам-Вёртерзе (южная Австрия), чтобы стать преподавателем. В 1911 году он принимал участие в албанском восстании в северной Албании против Черногории и Османской империи. В 1916 году Моси стал членом Албанской литературной комиссии, а в 1920 году входил в состав албанской делегации в Лиге Наций. Он также был депутатом Шкодера с 1920 по 1924 год.
В 1924 году Моси был одним из главных сторонников революции, свергнувшей в Албании режим Ахмета Зогу и создавшей демократическое правительство. Новым премьер-министром стал Фан Ноли, а Моси был назначен префектом Корчи и Гирокастры. После восстановления режима Зогу он был сначала сослан, но смог вернуться в Албанию в 1927 году после объявления амнистии и вновь служил в правительстве в качестве министра общественных работ. В 1928 году он занимал должность генерального директора общественной безопасности, а с 1930 года до своей смерти —пост министра образования.

## Творчество
Поэзия Моси преимущественно посвящена темам патриотизма и любви. Большинство его работ было опубликовано между 1900 и 1925 годами. В 1909 году в Салониках вышли его «Албанские песни» (алб. Këngat Shqipe), а в 1913 году в Триесте был опубликован его «Голос родины» (алб. Zan' i Atdheut).